# Меранті (тайфун)
Тайфун «Меранті» (англ. Typhoon Meranti) — один із найпотужніших тропічних циклонів за всю історію. Який впливав на Батанес на Філіппінах, Тайвані, а також у провінції Фуцзянь у вересні 2016 року, Меранті утворився із зони низького тиску 8 вересня поблизу острова Гуам.
Острів Ітбаят зазнав прямого удару супертайфуну майже на піку своєї інтенсивності, що призвело до переривання зв’язку з островом на кілька днів. Однак загиблих на острові не було. Тайфун завдав острову збитків на 244,99 млн рупій (5,16 млн доларів США). Однак найбільш дорогі та прямі наслідки відчули у східному Китаї, де 45 людей загинули від повеней. Загальні економічні витрати в Китаї досягли 31,78 мільярда ієн (4,76 мільярда доларів США). Загалом тайфун завдав збитків на 4,79 мільярда доларів США та вбив 47 людей.
За час свого життя Меранті побив або зрівняв кілька метеорологічних рекордів. За оцінками JTWC 1-хвилинний постійний вітер 315 км/год (195 миль/год) Меранті зрівнявся з Хайяном у 2013 році, Гоні у 2020 році та Суріге у 2021 році як найсильніший тайфун за всю історію спостережень за швидкістю вітру. Крім того, з огляду на 1-хвилинний стійкий вітер, вихід шторму на острів Ітбаят невдовзі після піку інтенсивності пов’язує його з Хайяном як другим найпотужнішим тропічним циклоном, що виходить на сушу, лише після Гоні. Розрахунковий тиск у 890 мбар (26 дюймів рт. ст.) також був найнижчим за всю історію спостережень у західній частині Тихого океану з часів Мегі в 2010 році.

## Метеорологічна історія

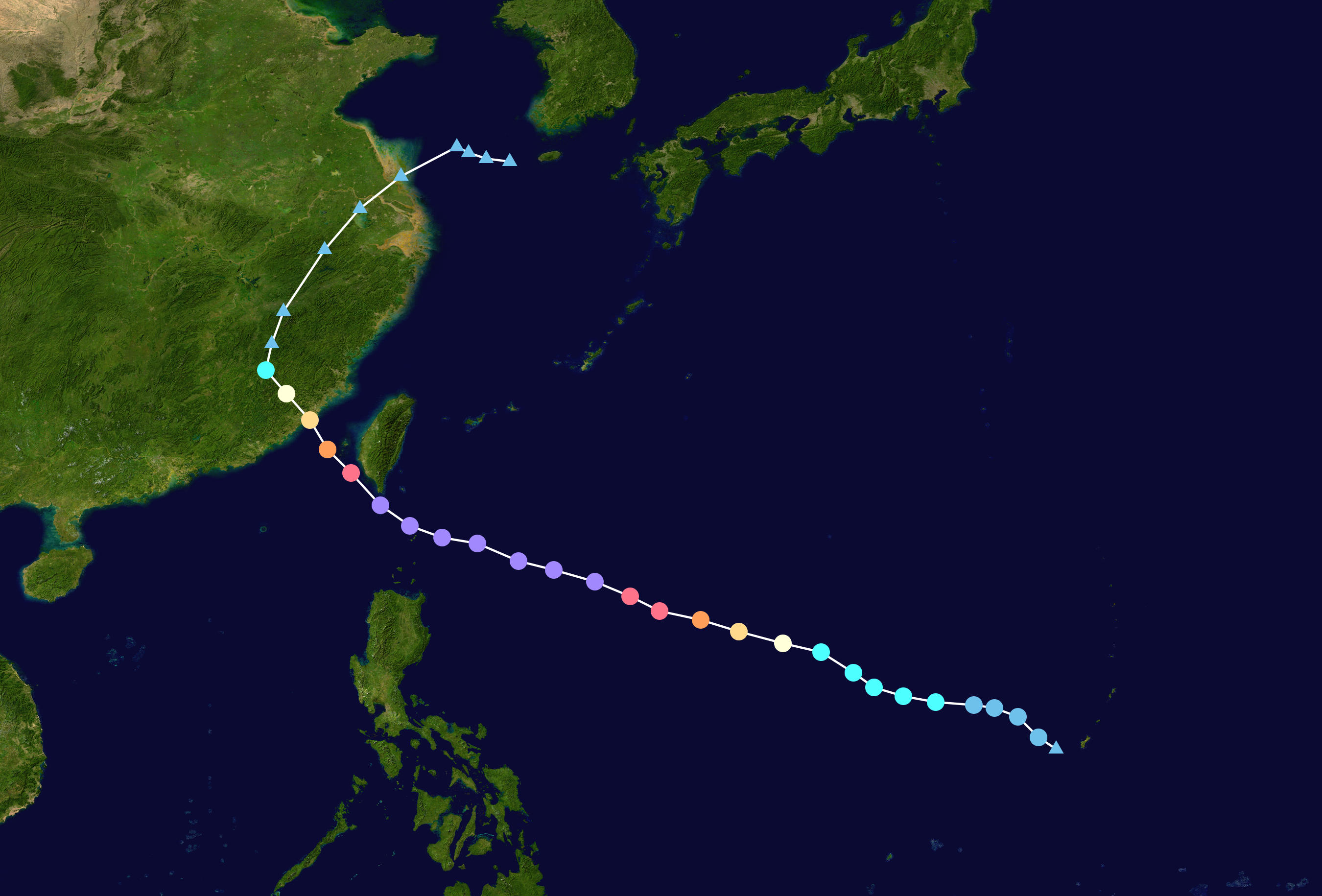
Карта шляху і інтенсивності Тайфуну Меранті

8 вересня Об’єднаний центр попередження про тайфуни (JTWC) видав попередження про формування тропічного циклону для області конвекції приблизно в 155 км (96 миль) на захід від Гуаму в західній частині Тихого океану. За даними агентства, циркуляція швидко консолідувалася разом із фрагментованими смугами дощу. О 18:00  UTC тієї ночі Японське метеорологічне агентство (JMA) класифікувало систему як тропічну депресію. Наступного дня JTWC класифікувала його як Тропічну депресію 16W. На той час система повільно рухалася на північний-захід через область слабкого зсуву вітру, керована хребтами на північ і південний-захід. Посилення були викликані надзвичайно високою температурою води та відтоком з півдня. О 06:00 UTC 10 вересня JMA класифікувала депресію як тропічний шторм «Меранті», який звивався над власною трасою під час консолідації.
Північний зсув вітру змістив найглибшу конвекцію на південь від циркуляції Меранті, хоча смуги дощу та центральна щільна хмарність продовжували розвиватися, коли зсув вітру зменшувався. Рано 11 вересня шторм рухався на північний-захід, на південь від хребта. О 06:00 UTC того дня JMA підвищив Меранті до статусу тайфуну і незабаром після цього JTWC наслідував цей приклад. Структура шторму продовжувала покращуватись із збільшенням відтоку. Маленьке око діаметром 9 км (5,6 миль) утворилося в спіральних грозах, сигналізуючи про те, що Меранті швидко посилюється. О 06:00 за UTC 12 вересня Меранті перетворився у супертайфун з 1-хвилинним максимальним стійким вітром 240 км/год (150 миль/год). Через шість годин JTWC оцінив 1-хвилинний стійкий вітер у 285 км/год (180 миль/год), що еквівалентно 5 категорії за шкалою Саффіра–Сімпсона , водночас зазначивши «надзвичайно сприятливе середовище», і що око стало ще більш симетричним в межах інтенсивної конвекції. Відтік, посилений сильним антициклоном над Меранті, сприяв посиленню, і тайфун досяг піку інтенсивності 13 вересня під час проходження через Лусонську протоку.

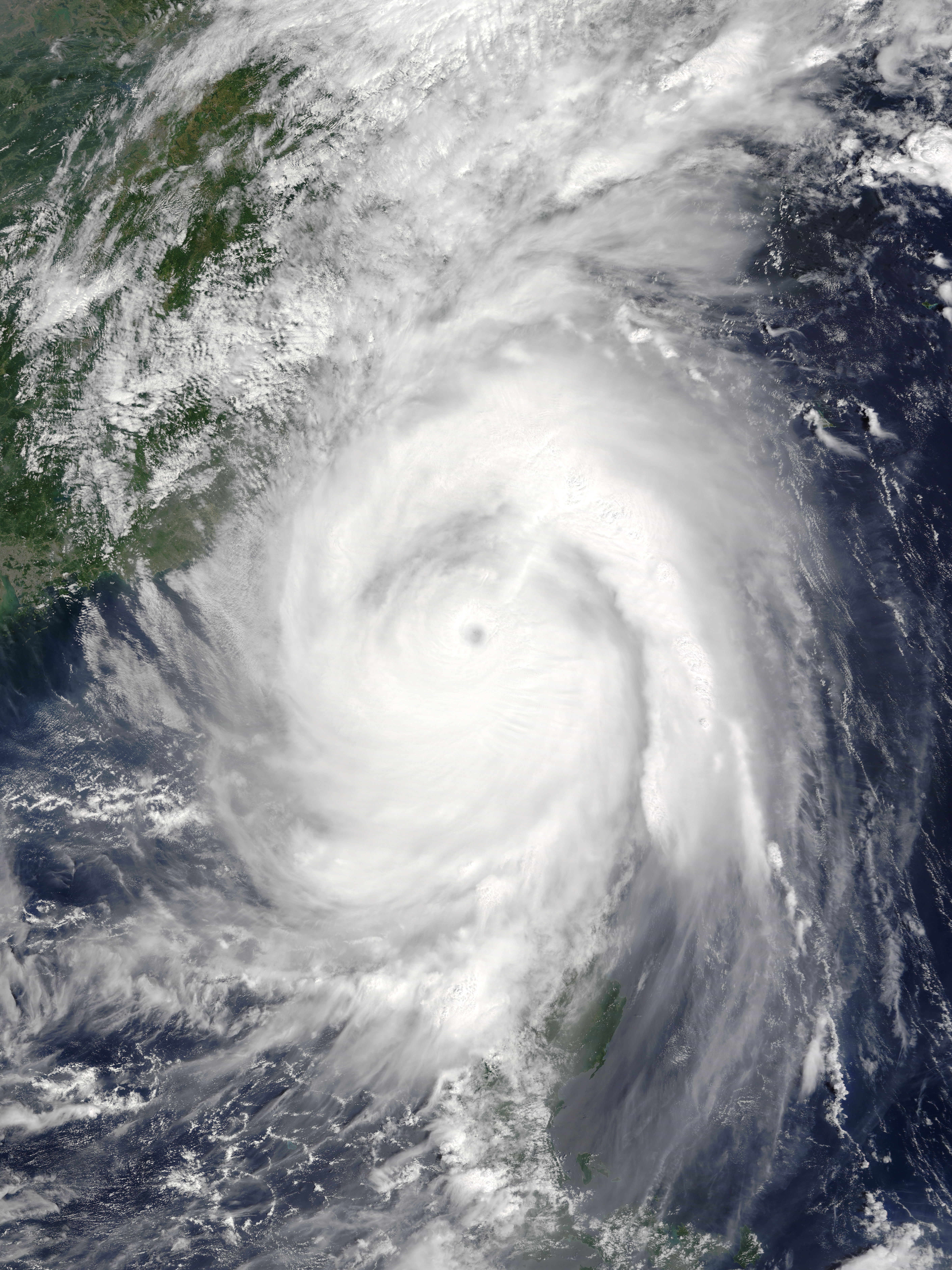
Тайфун «Меранті» проходить на південь від Тайваню 14 вересня

JMA оцінив пікові 10-хвилинні стійкі вітри 220 км/год (140 миль/год) і мінімальний барометричний тиск 890  гПа ( мбар ; 26,28  дюймів рт . ст. ), тоді як JTWC оцінив пікові 1-хвилинні стійкі вітри 315 км/год. год (195 миль/год). Згідно з оцінкою тиску JMA, Меранті був одним із найпотужніших тропічних циклонів. Оцінка вітру JTWC зробила Меранті найсильнішим тропічним циклоном за швидкістю вітру в усьому світі в 2016 році, перевершивши циклон Вінстон, який мав максимальну швидкість вітру 285 км/год (180 миль/год), коли він обрушився на Фіджі в лютому. Пізно ввечері 13 вересня шторм обрушився на острів Ітбаят площею 83 км 2 (32 квадратних милі) у філіппінській провінції Батанес невдовзі після досягнення піку інтенсивності з 1-хвилинним постійним вітром 305 км/год (190 миль/год). Метеостанція на острові виміряла 10-хвилинні вітри зі швидкістю 180 км/год (110 миль/год) і одночасний тиск 933,6 мбар (27,57 дюйма рт. ст.) близько 17:00 UTC, перш ніж її знищили. Трохи на південь від Ітбаята в Баско постійний вітер досягав максимальної швидкості 144 км/год (89 миль/год), пориви сягали 252 км/год (157 миль/год), а в очній стінці спостерігався мінімальний тиск 935,4 мбар (27,62 дюйма рт. ст.).
Близько 03:15 CST 15 вересня (19:15 UTC 14 вересня) тайфун вийшов на узбережжя в район Сяньань, Сямень, Фуцзянь, із 2-хвилинним тривалим вітром 173 км/год (107 миль/год), що робить його другим за потужністю тайфуном, який коли-небудь досягав провінції Фуцзянь.

## Наслідки

### Філіппіни

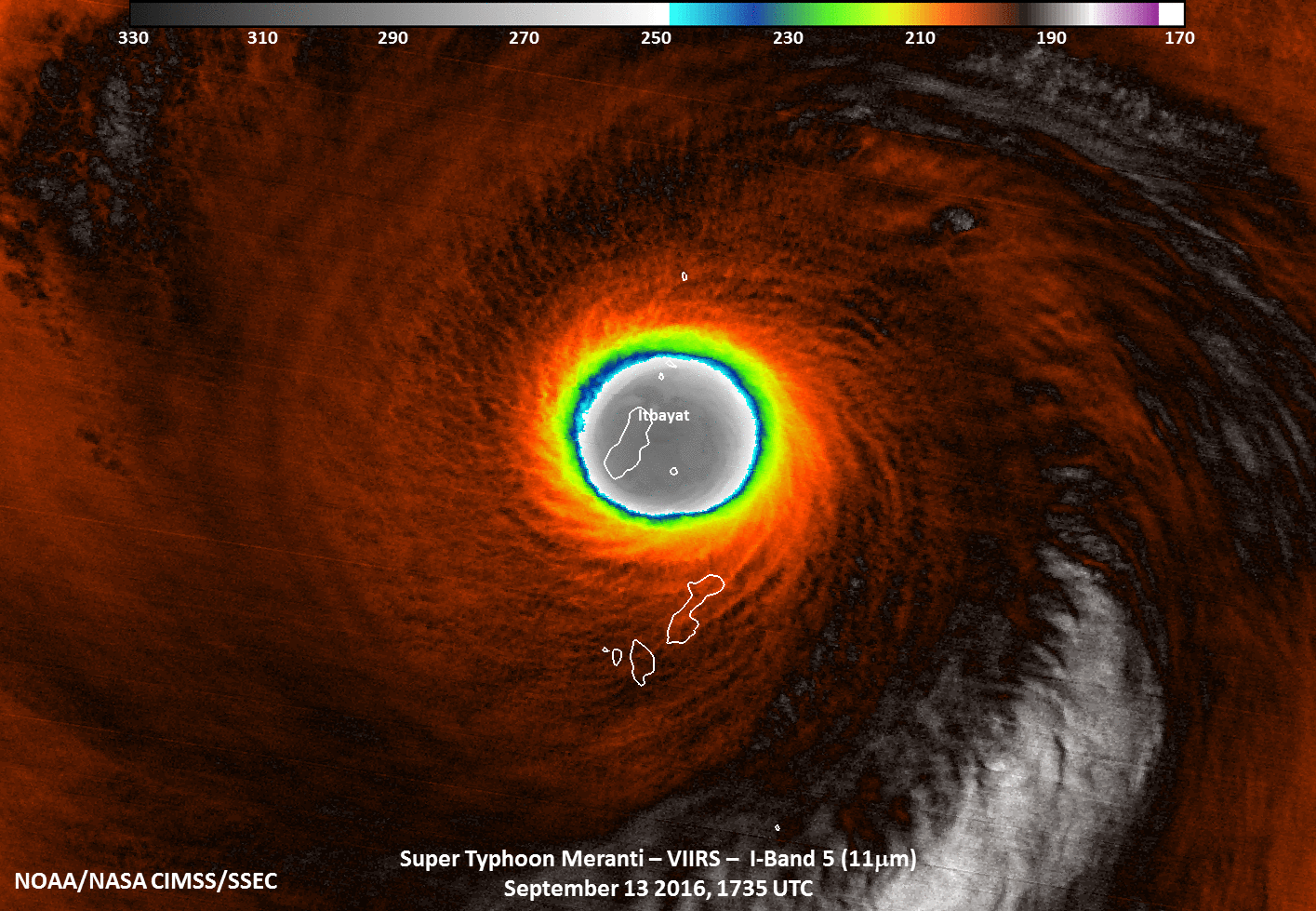
Око Меранті пройшло безпосередньо над Ітбаятом о 17:35 UTC 13 вересня

Меранті з максимальною силою завдав удару по найпівнічнішій філіппінській провінції Батанес, пройшовши прямо над островом Ітбаят; острів залишився ізольованим після втрати зв’язку під час шторму 14 вересня. З текстових повідомлень, отриманих членами родини, жителі Ітбаяту повідомили, що їхні кам’яні будинки коливаються під час розпалу тайфуну. Оцінки станом на 17 вересня свідчать про те, що 292 будинки були зруйновані та 932 пошкоджені в Батанес. Понад 10 000 людей постраждали від негоди, багато з них гостро потребують води. 15 вересня в провінції було оголошено режим стихійного лиха. Загальний збиток перевищив приблизну загальну суму ₱244,99 млн (5,16 млн доларів США) станом на 24 вересня.
Урядові зусилля з надання допомоги досягли Ітбаята 18 вересня, не повідомляючи про жодних жертв на острові.

### Тайвань

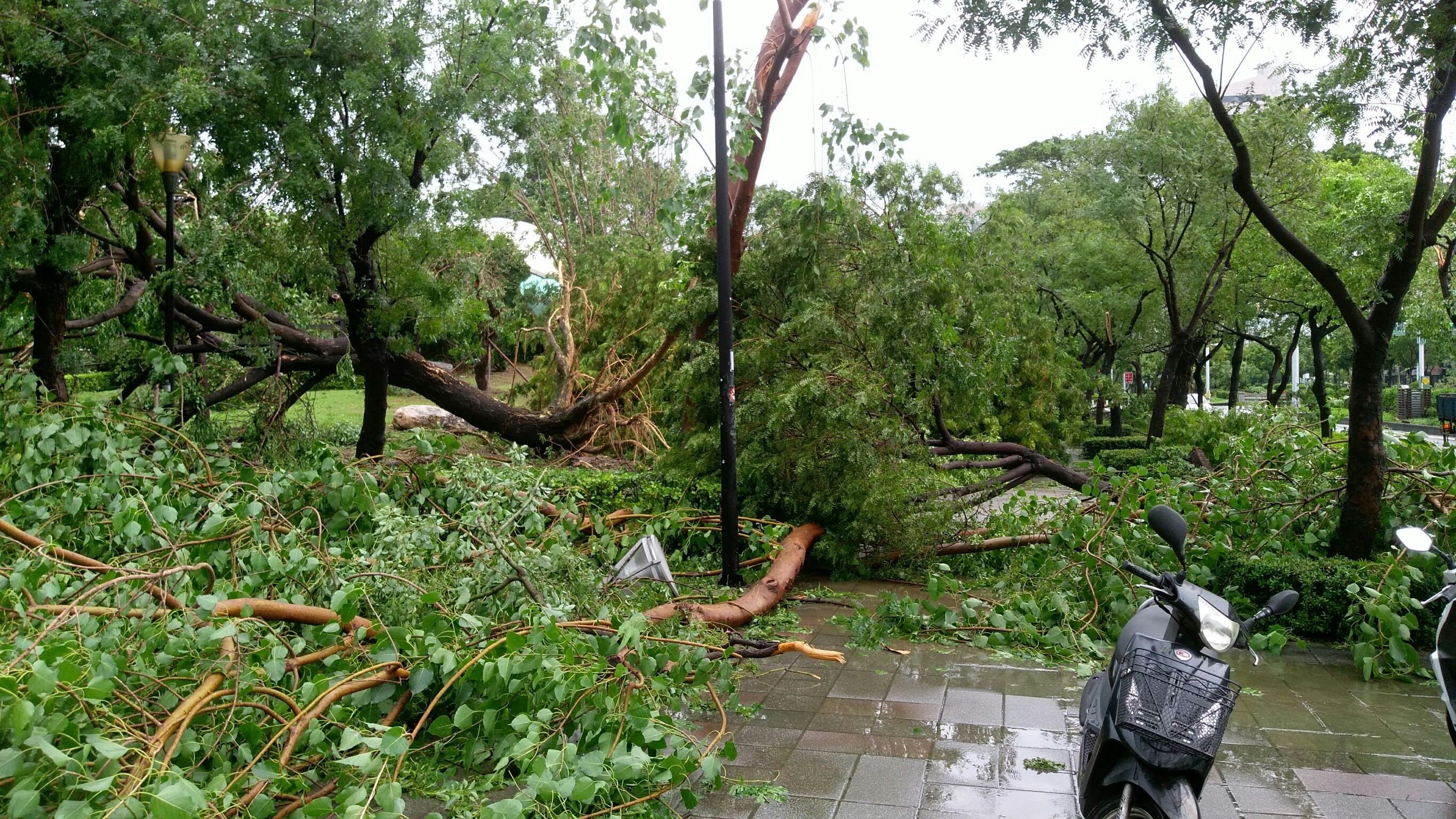
Повалені дерев у парку

Щонайменше двоє людей загинули на Тайвані. Майже 1 мільйон домогосподарств втратили електроенергію, а 720 000 – водопостачання. Збитки, завдані сільському господарству, перевищили 850 мільйонів нових тайваньських доларів (26,8 мільйонів доларів США). Невеликий маяк в окрузі Тайдун завалився, і сильний шторм відшвартував 10 суден у гавані Гаосюн.

### Китай

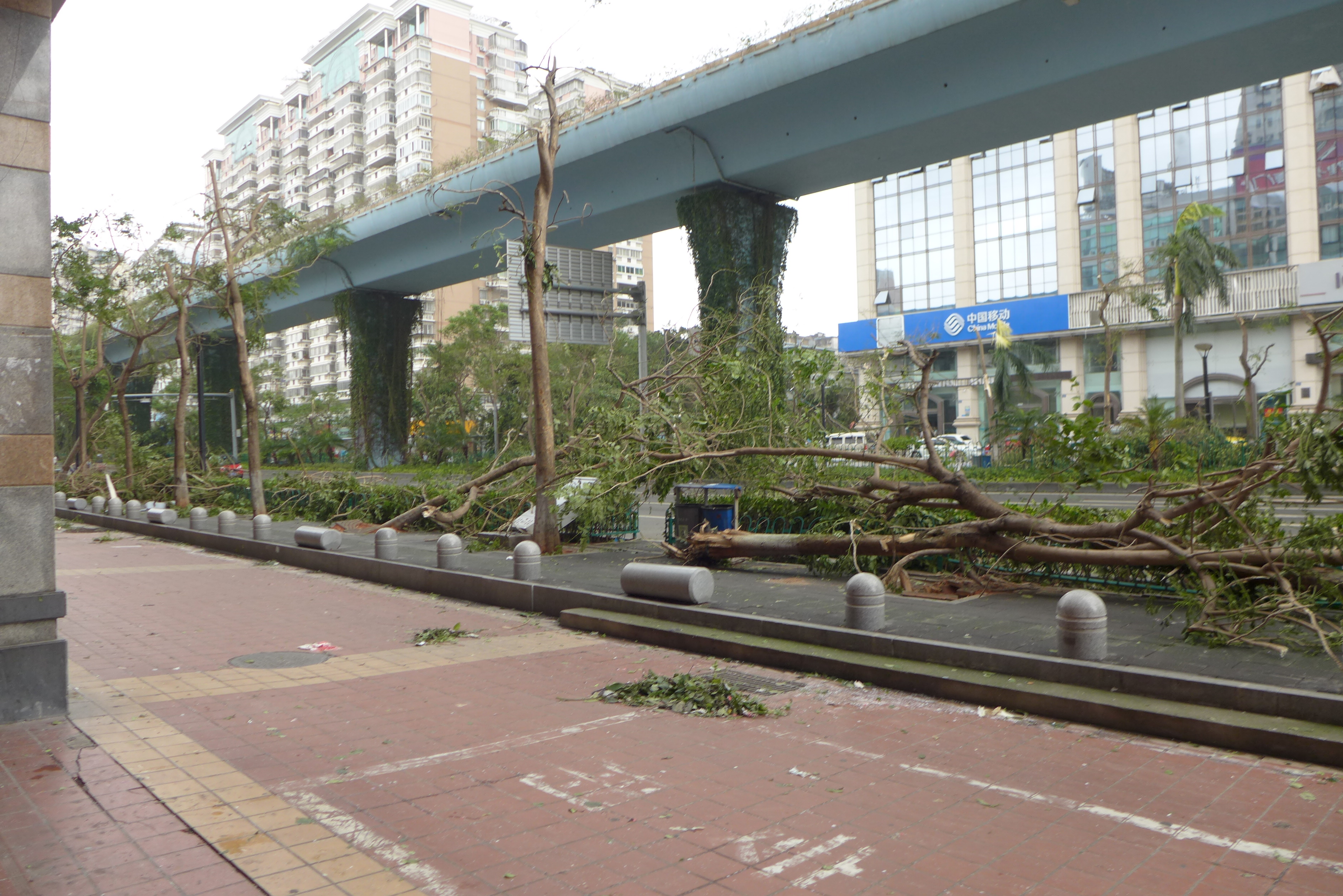
Trees and billboards were destroyed after Typhoon Meranti, Xiamen

Тайфун «Меранті» завдав значних збитків провінціям Фуцзянь і Чжецзян. У Фуцзяні шторм забрав життя 18 людей, ще 11 вважаються зниклими безвісти. Потужний вітер та раптові повені завдали величезної шкоди, завдавши 31,78 мільярда ієн (4,76 мільярда доларів США) економічних збитків і вбивши 45 людей у всьому Східному Китаї. У Фуцзяні міста Сямень, Цюаньчжоу та Чжанчжоу були паралізовані через Меранті, тоді як раптові повені в окрузі Йончунь зруйнували 871-річний міст, який був класифікований як об’єкт спадщини, що охороняється. Повінь у провінції Чжецзян забрала щонайменше десять життів, ще четверо зникли безвісти. Щонайменше 902 будинки зруйновані, 1,5 мільйона людей у провінції постраждали.